# 北林恩鎮區 (密蘇里州克里斯蒂安縣)
北林恩鎮區（英語：North Linn Township）是位於美國密蘇里州克里斯蒂安縣的一個行政鎮區。

## 地方資料
北林恩鎮區的面積為73.52平方千米，皆為陸地。根據2020年美國人口普查的數據，當地共有人口908人，而人口密度為每平方千米12.35人。